# Liste des bases de données de publications scientifiques en sciences de la Terre et de l'atmosphère
Cette liste présente les bases de données scientifiques indexant les travaux de recherches en sciences de la Terre et de l'atmosphère ainsi que dans les diverses sous-disciplines associées.

## Base de données multidisciplinaires
- Google Scholar
- Index Copernicus
- Scopus
- JSTOR
- SCImago Journal Rank
- WorldCat
- ReadCube
- Directory of Open Access Journals (DOAJ)
- Current Contents - Clarivate (anciennement Thomson Reuters)
- Journal Citation Reports - Clarivate (anciennement Thomson Reuters)
- Science Citation Index Expanded (SCI) - Clarivate (anciennement Thomson Reuters)
- EBSCO Information Services
- ProQuest databases

## Base de données en géosciences
- Earth ArXiv
- GeoRef
- GEOBASE
- Astrophysics Data System

## Base de données en sciences des matériaux
- Solid States and Superconductivity Abstracts
- Compendex